# Alberto Korda
Alberto Díaz Gutiérrez, más conocido como Alberto Korda (La Habana, 14 de septiembre de 1928 - París, 25 de mayo de 2001), fue un fotógrafo cubano. Es conocido por la famosa fotografía tomada al Che Guevara mirando el cortejo fúnebre de los muertos en la explosión del barco La Coubre, el 5 de marzo de 1960.

## Vida
En la década de 1940 cursó clases comerciales en el Candler College y en la Habana Business Academy, los dos situados en La Habana. Junto a Luis Pierce (Luis Korda) fundó los estudios Korda, donde trabajó entre 1953 y 1968, en los que realizaban toda especie de trabajos comerciales. Aunque su formación es autodidacta, aprendió fotografía en un inicio con Newton Estapé y después con Luis Pierce. Con el triunfo de la Revolución cubana en 1959, trabajó para la Revolución y acompañó a Fidel Castro como fotógrafo en distintos recorridos que el líder cubano realizaba en esos años. 1960 fue el año que cambió su vida, ya que ese año realizó la famosa fotografía El Guerrillero Heroico, la cual a consideración de grandes críticos es uno de los diez mejores retratos fotográficos de todos los tiempos y constituye la más reproducida de la historia de la fotografía en todo el mundo, la cual, a su vez, cambió para siempre la estética del hombre revolucionario. Fue fundador de la fotografía submarina en Cuba. En 1968 se dedicó a la misma en el Instituto de Oceanología de la Academia de Ciencias realizando el Atlas de corales cubanos. Su obra fotográfica se ha expuesto en las principales galerías del continente europeo y en América, así como en otras partes del mundo.

## Libros publicados

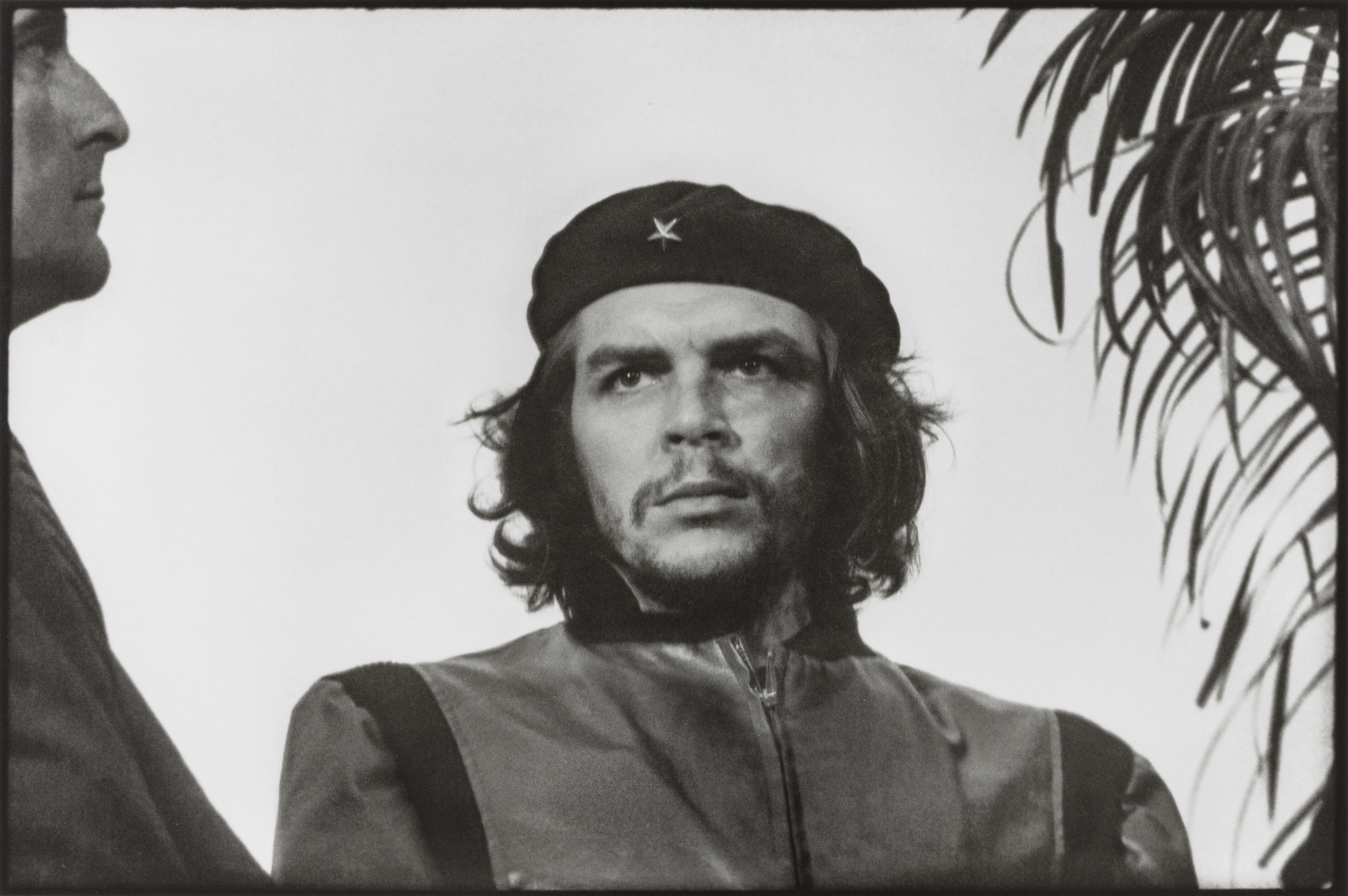
Retrato de Ernesto Che Guevara, 1960

- Libro oficial de la visita del Papa a Cuba, editado en Italia.
- Korda en sus setenta años, de 1998.
- Alberto Korda, de 1999, editado en Noruega.
- Momenti della storia, de 1988, editado en Italia.
- Fidel, Barbudos (junto a Corrales y Salas), 1996.
- Cuba la fotografía de los años 60, (1988).
- Canto a la Realidad, fotografía Latinoamericana (1860-1993), editorial Lunwerg, de España, 1993.
- Cuba: 100 años de fotografía, editorial Mestizo, España, 1998.

## Premios y distinciones
- La Distinción por la Cultura Cubana (1982, Cuba).
- Tercer premio en el 5.º. Premio Internacional de Fotografía Submarina "Mauricio Sana" (1979, Italia).
- La Orden Félix Varela de Primer grado (1994, Cuba).
- El Premio OLORUM CUBANO, correspondiente a 1998, del Fondo Cubano de la Imagen Fotográfica.
- Primer premio Foto Histórica de la revista Revolución y Cultura; X Salón Nacional de Fotografía 26 de julio (1980, Cuba).

## Exposiciones personales
Entre sus presentaciones personales están en 1962, Helsinki, Finlandia; 1985, Gallería H. Diafragma Canon, Milán, Italia; 1986, Galería Servando Cabrera, La Habana; 1988, "Festa de L’Unita", Rosignano, Italia; Centro Cultural de Buenos Aires, Buenos Aires, Argentina; 1989, Maison de la Culture de la Seine Saint Denis, París, Francia; 1990, Galerie du Jour Agnés B, París, Francia; y en Kulturhuset Slurpen, Oslo, Noruega; 1991, 4.ª. Bienal de Fotografía de Córdoba Alcázar de los Reyes Cristianos, Córdoba, España; 1995, Museo Ken Damy de Fotografía Contemporánea, Brescia, Italia; 2000, Roy Boyd Gallery, Chicago, Illinois, EE. UU.

## Exposiciones colectivas
Entre las numerosas exposiciones colectivas puede hacerse una selección: en 1962, Museo Nacional de Bellas Artes, La Habana, Cuba; 1967, "Expo’67", Pabellón Cubano, Montreal, Canadá; 1978, Museo de Arte Moderno, México, D.F.; 1980, Consejo Mexicano de Fotografía, México, D.F., y Centro de Arte Internacional, La Habana, Cuba; 1983, Westbeth Gallery, Nueva York, EE. UU.; 1984, Museo Nacional de Bellas Artes, La Habana, Cuba; 1986, Photographic Resource Center, Boston University, Boston, Massachusetts, EE. UU.; 1992, Neue Gesellschaft für Bildende Kunst, Berlín, Alemania; 1999, Centro de Desarrollo de las Artes Visuales, La Habana, Cuba; 2002, Museum of Art, Fort Lauderdale, Florida, EE. UU.

## Premios, reconocimientos y éxitos
Entre los premios obtenidos están en 1959, Premio Palma de Plata. Mejor Fotorreportero del Año. Periódico Revolución, La Habana; 1960_1963; 1979 Tercer Premio. 5.º Premio Internacional de Fotografía Submarina “Maurizio Sana”, Italia; 1982, Distinción por la Cultura Nacional. Consejo de Estado, República de Cuba; 1994, Orden Félix Varela de Primer Grado, Consejo de Estado, República de Cuba.

En septiembre de 2016 la cámara 'Leica' que Korda usó para fotografiar la famosa foto del Che Guevara fue subastada en Catawiki por 18.100€. 

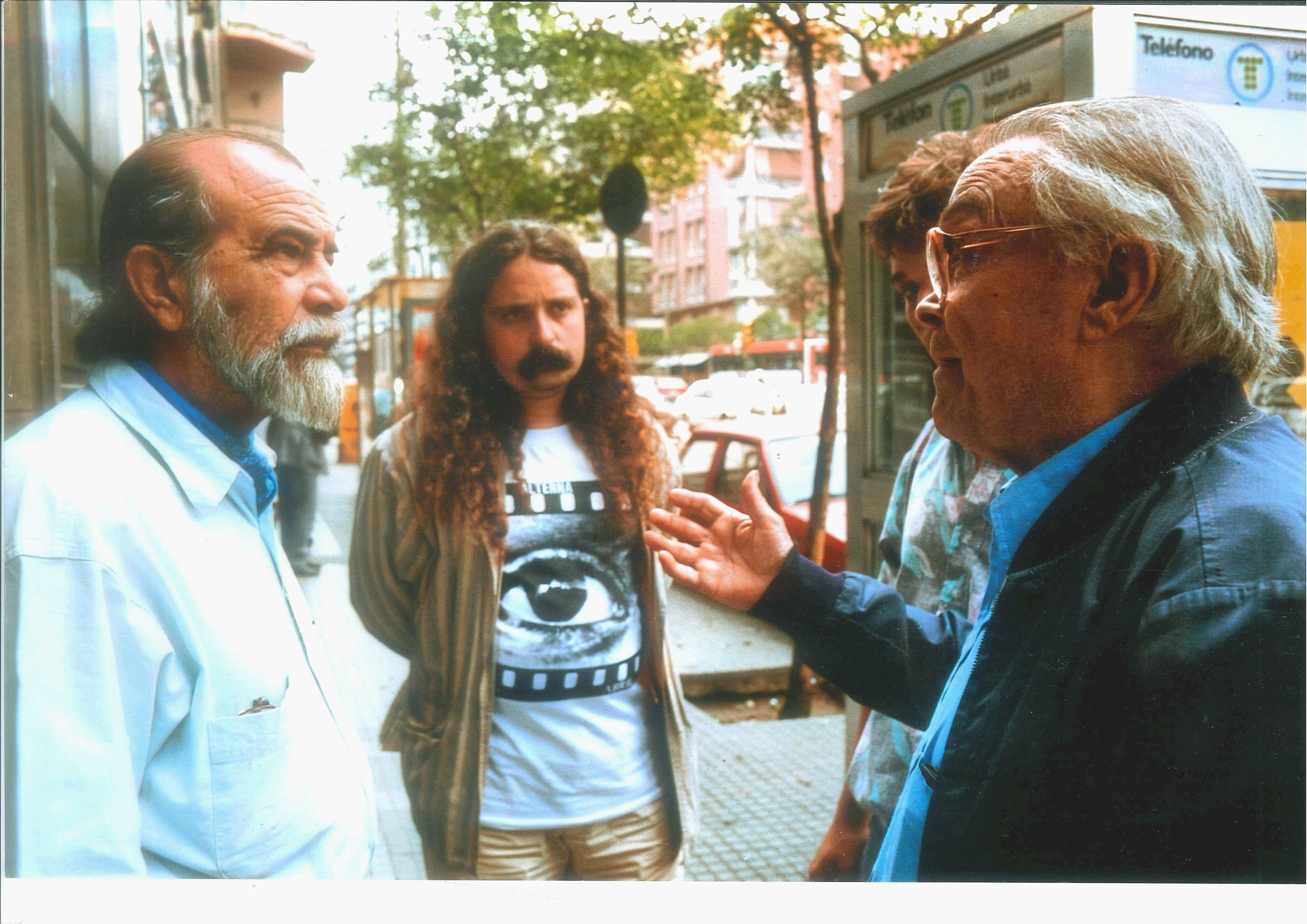
Alberto Korda (izquierda)con Francesc Català Roca (derecha), durante una visita a Barcelona el año 1991

## Colecciones
Sus principales obras se encuentran expuestas en Casa de las Américas, La Habana, Cuba, Center for Cuban Studies, Nueva York, EE. UU., Centro Studi e Archivio della Comunicazione, Universidad de Parma, Parma, Italia, Consejo Mexicano de Fotografía, México, D.F., México, Fototeca de Cuba, La Habana, Cuba, Galleria IF, Milán, Italia, Galleria Il Diafragma Kodak, Milán, Italia, Maison de la Culture de la Sein Saint Dennis, París, Francia, Museo Nacional de Bellas Artes, La Habana, Cuba, Museum of Art, Fort Lauderdale, Florida, Estados Unidos.